# Erika Mahringer
Erika Mahringer, née le 16 novembre 1924 à Linz et morte le 30 octobre 2018 à Mayrhofen en Autriche, est une skieuse alpine autrichienne. 

## Biographie

### Carrière
Erika Mahringer a participé aux Jeux olympiques d'hiver de 1948 à St. Moritz, où elle gagne deux médailles d'argent, puis de 1952 à Oslo. Elle remporte aussi deux médailles d'argent aux Championnats du monde de ski alpin 1950 à Aspen et six titres nationaux. En 1951, elle est nommée Personnalité sportive autrichienne de l'année.

## Palmarès

### Jeux olympiques d'hiver
| Épreuve / Édition    | Descente | Slalom géant                     | Slalom | Combiné                          |
| JO 1948 Saint-Moritz | 19e      | Épreuve inexistante à cette date | Bronze | Bronze                           |
| JO 1952 Oslo         | 4e       | 17e                              | 22e    | Épreuve inexistante à cette date |

### Championnats du monde

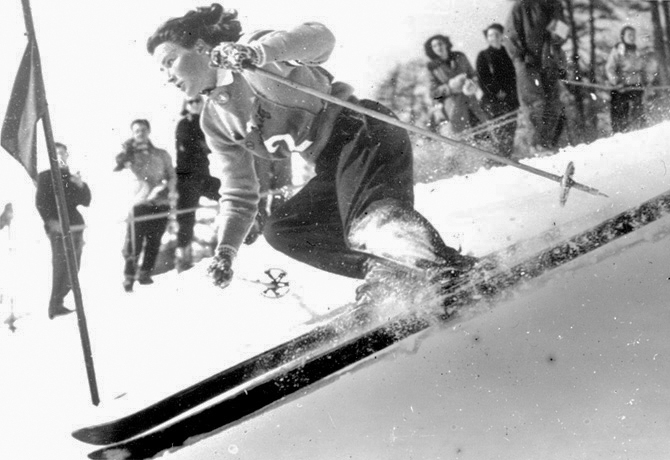
Erika Mahringer lors des Championnats du monde de ski alpin de 1948 à Saint-Moritz.

| Épreuve / Édition    | Descente | Slalom géant                     | Slalom | Combiné                          |
| JO 1948 Saint-Moritz | 19e      | Épreuve inexistante à cette date | Bronze | Bronze                           |
| Mondiaux 1950 Aspen  | Argent   | 4e                               | Argent | Épreuve inexistante à cette date |
| JO 1952 Oslo         | 4e       | 17e                              | 22e    | Épreuve inexistante à cette date |
| Mondiaux 1954 Aare   | 12e      | 7e                               | 8e     | 4e                               |

### Arlberg-Kandahar
- Vainqueur du Kandahar 1952 à Chamonix
  - Vainqueur du slalom 1952 à Chamonix

### Famille
Em 1954, elle prend sa retraite et épouse Ernst Spiess, également skieur alpin autrichien. Erika Mahringer est la mère de Nicola Spiess, ancienne skieuse alpine autrichienne et d'Uli Spiess, ancien skieur alpin autrichien.